# Catamenia inornata
A Catamenia inornata a madarak osztályának verébalakúak (Passeriformes) rendjébe és a tangarafélék (Thraupidae) családjába tartozó  faj.

## Rendszerezése
A fajt Frédéric de Lafresnaye francia ornitológus írta le 1843-ban, a Linaria nembe Linaria inornata néven.

## Alfajai
- Catamenia inornata cordobensis Nores & Yzurieta, 1983
- Catamenia inornata inornata (Lafresnaye, 1847)
- Catamenia inornata minor von Berlepsch, 1885
- Catamenia inornata mucuchiesi Phelps & Gilliard, 1941[2]

## Előfordulása
Argentína, Bolívia, Brazília, Chile, Ecuador, Kolumbia, Peru és Venezuela területén honos. Természetes élőhelyei a szubtrópusi és trópusi hegyi esőerdők, magaslati gyepek és cserjések, valamint legelők. Magaslati vonuló.

## Megjelenése
Testhossza 15 centiméter.
|  |

## Természetvédelmi helyzete
Az elterjedési területe nagyon nagy, egyedszáma pedig növekszik. A Természetvédelmi Világszövetség Vörös listáján nem fenyegetett fajként szerepel.